# Solnahallen

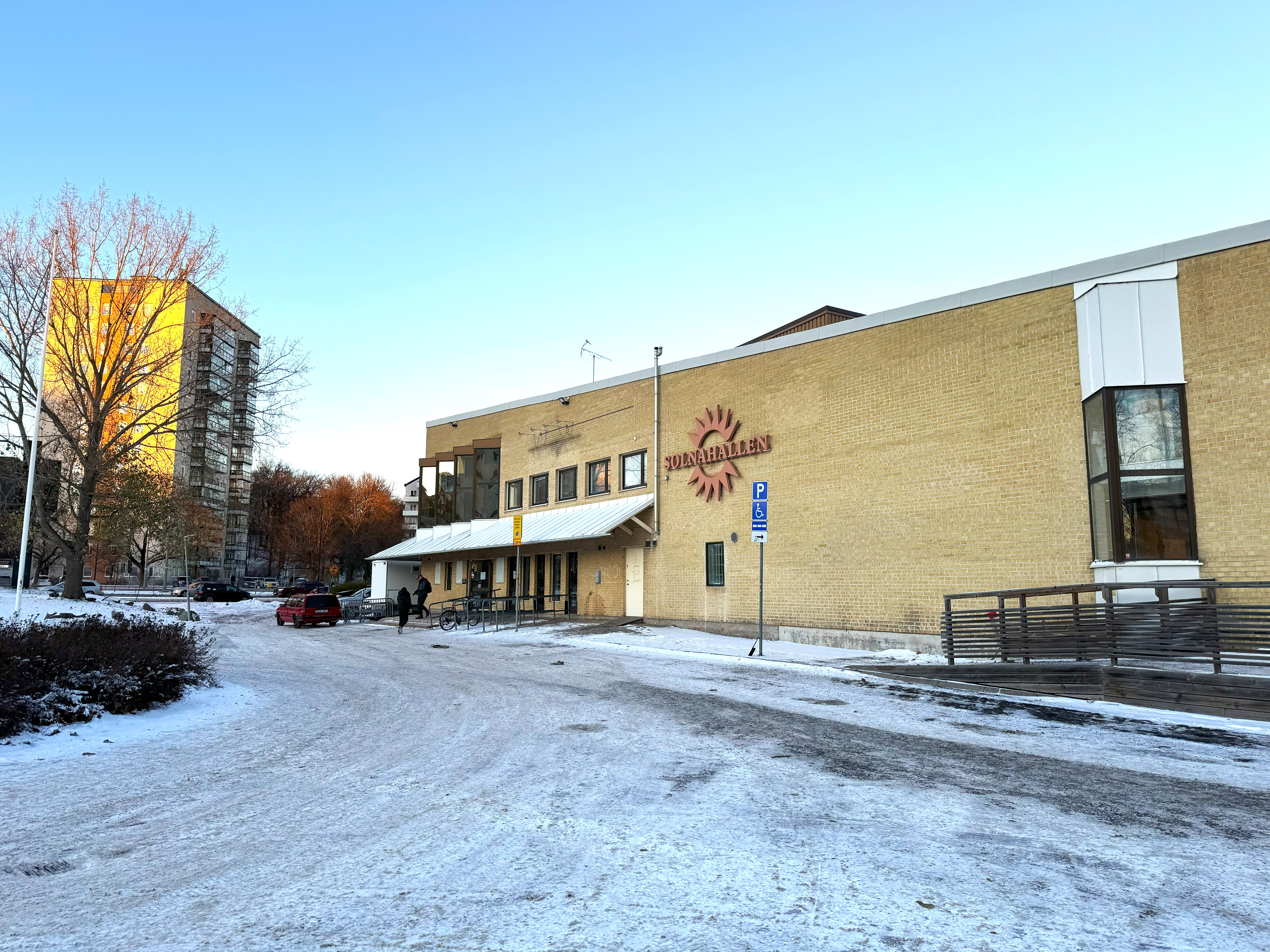
Fasaden mot väster.

Solnahallen är en idrottsanläggning i stadsdelen Skytteholm i Solna, som färdigställdes 1983.. Den konstnärliga utsmyckningen på Solnahallens fasader mot öster och norr utfördes av konstnären och skulptören Per Olov Ultvedt. I lokalerna anordnas också konserter och andra evenemang. Hallen används som hemmaplan för AIK Innebandy, AIK Handboll, Solna VBK och AIK Basket.
Under Damligan i basketboll säsongen 2008/2009 spelades alla matcherna under premiäromgången i Solnahallen den 12 oktober 2008.
Den internationella volleybollturneringen Euro Volley spelades i hallen 88-90 med lag som Kuba, Bulgarien och Tyskland som deltagande landslag.
Videon till The Final Countdown är inspelad under två konserter med Europe 26 och 27 maj 1986. I april 2024 hade videon nått 1,2 miljarder visningar på YouTube.
I Solnahallen spelade Cliff Burton sin sista spelning med Metallica 26 september 1986 innan han omkom i en olycka med turnébussen utanför småländska Ljungby.
Artister som spelat i Solnahallen är bland andra Europe, Black Sabbath, Suede, Saxon, Yngwie Malmsteen, Thåström, Rammstein och Iggy Pop.

## Bildgalleri

### Exteriör

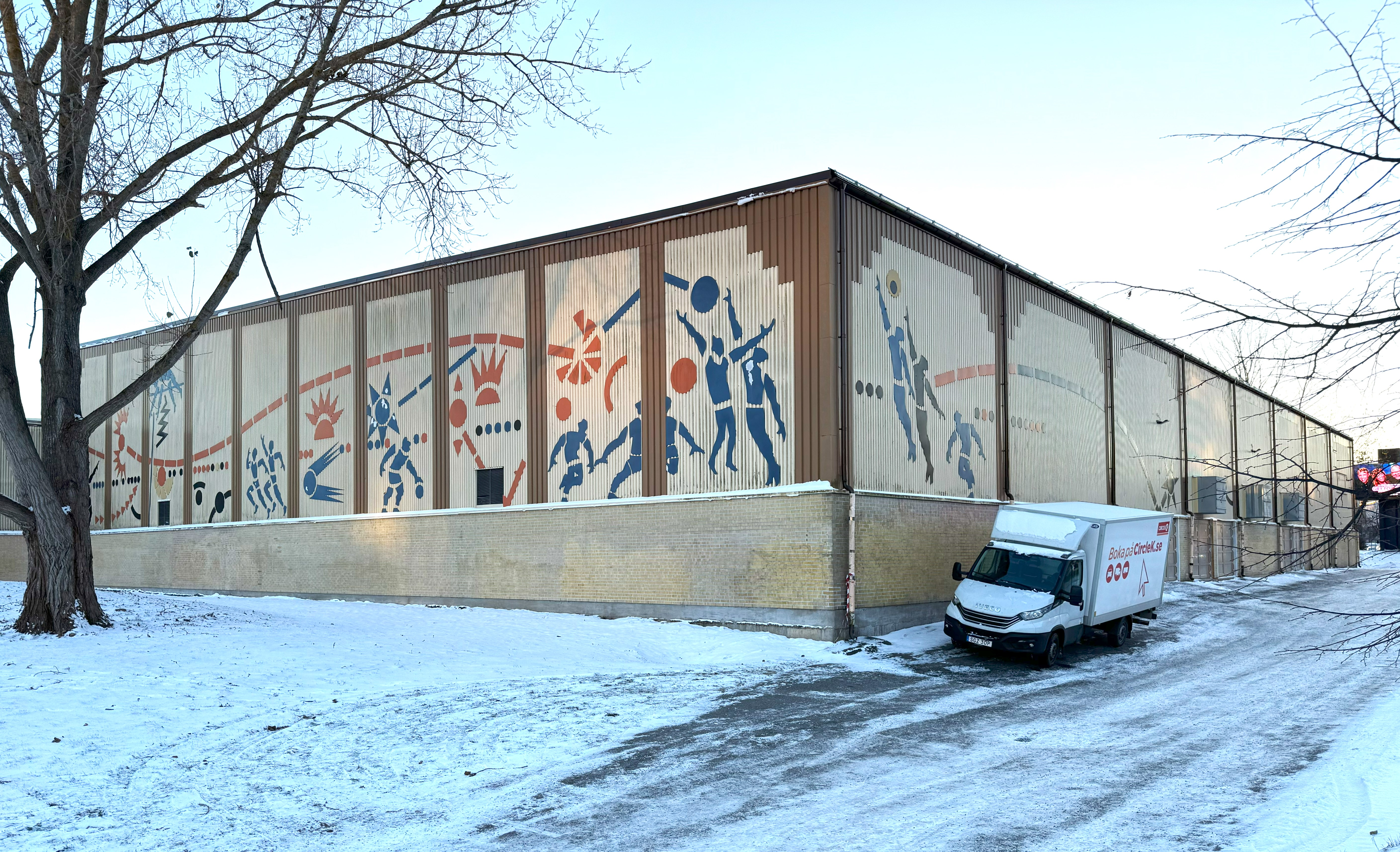
Fasaderna mot öster och norr (Frösundaleden).
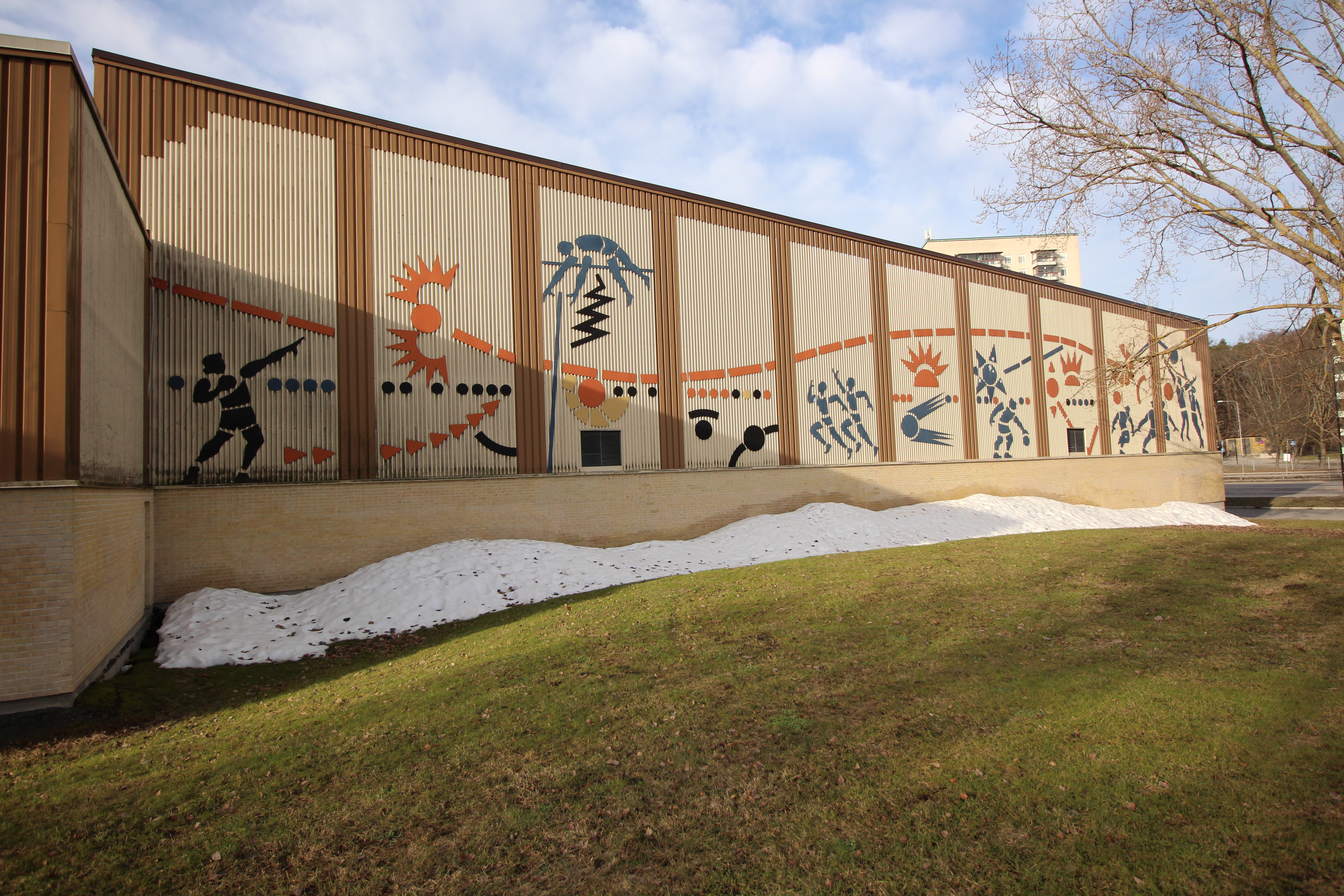
En del av fasaden mot öster, längst ner till höger skymtar man Frösundaleden.
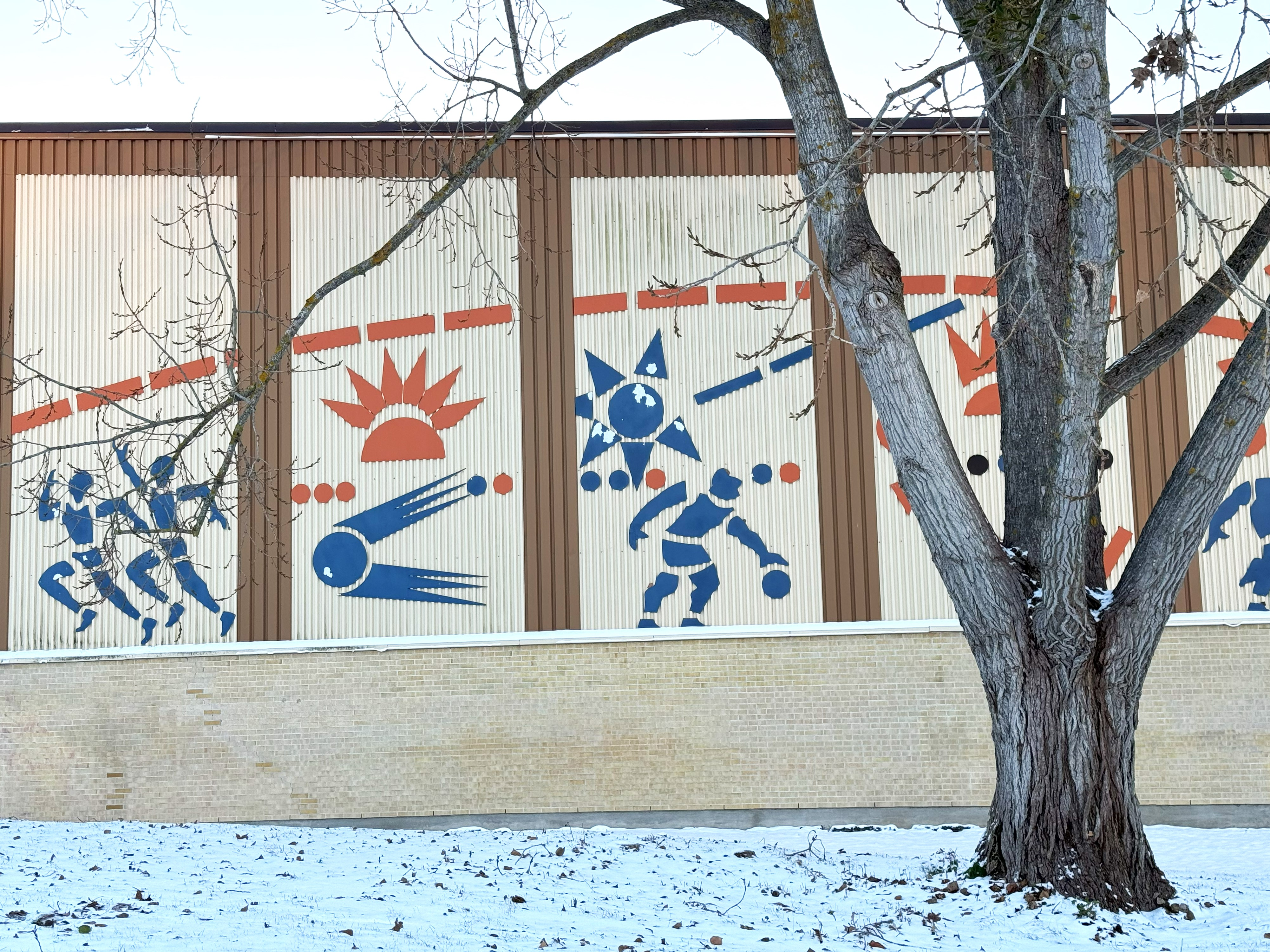
Fasaden mot öster, detalj.
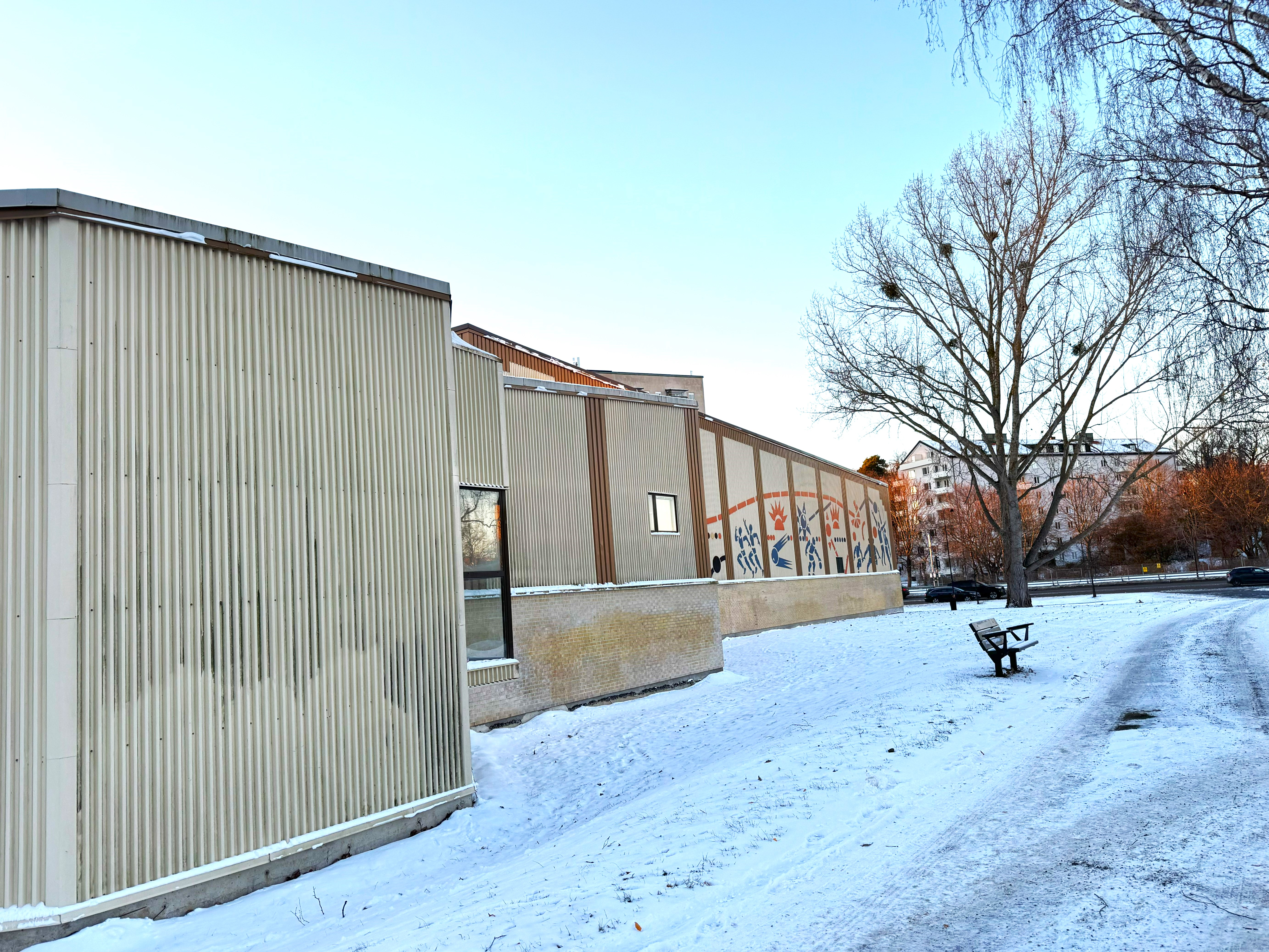
Fasaden mot öster i sin helhet.

### Interiör

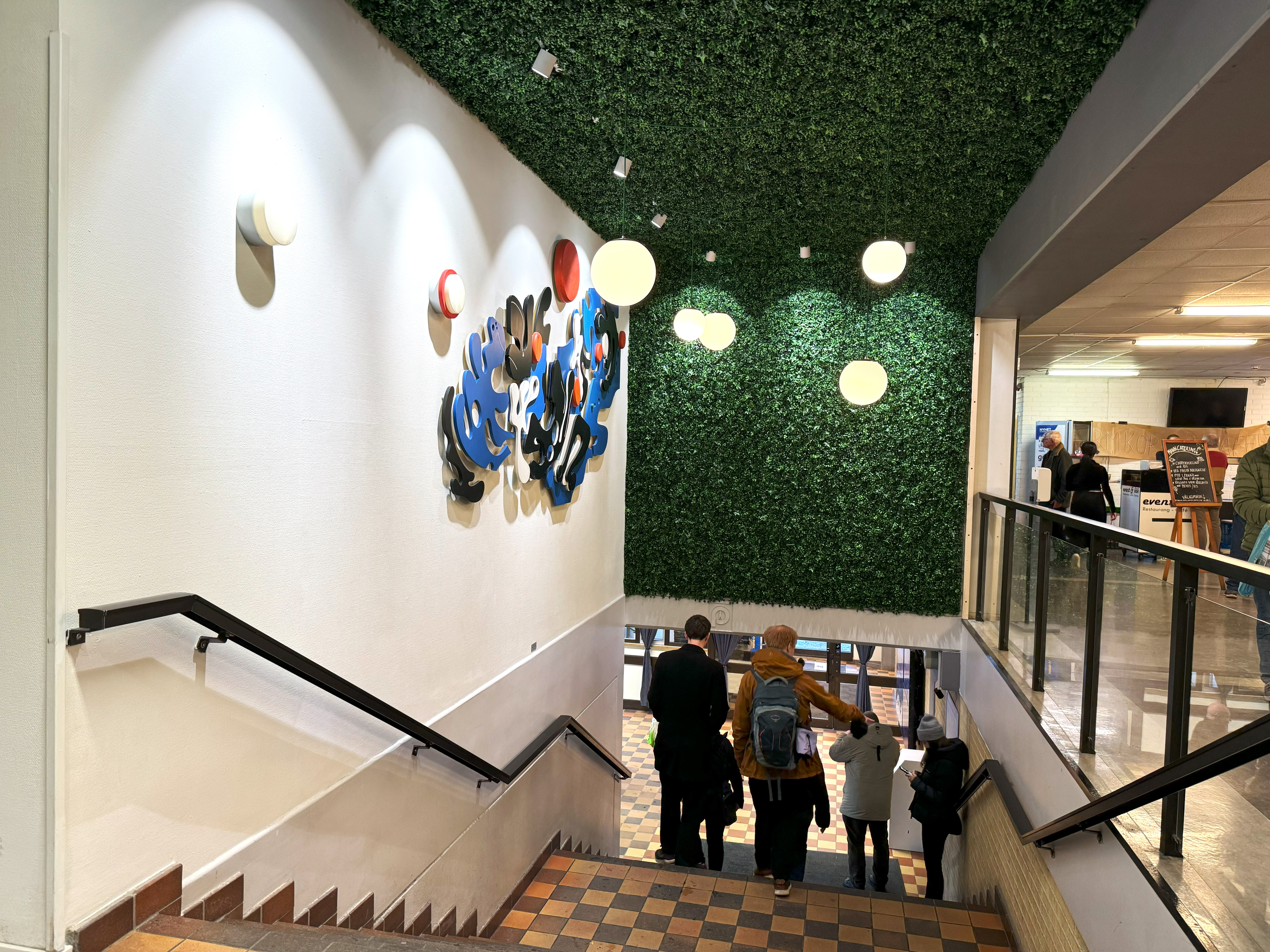
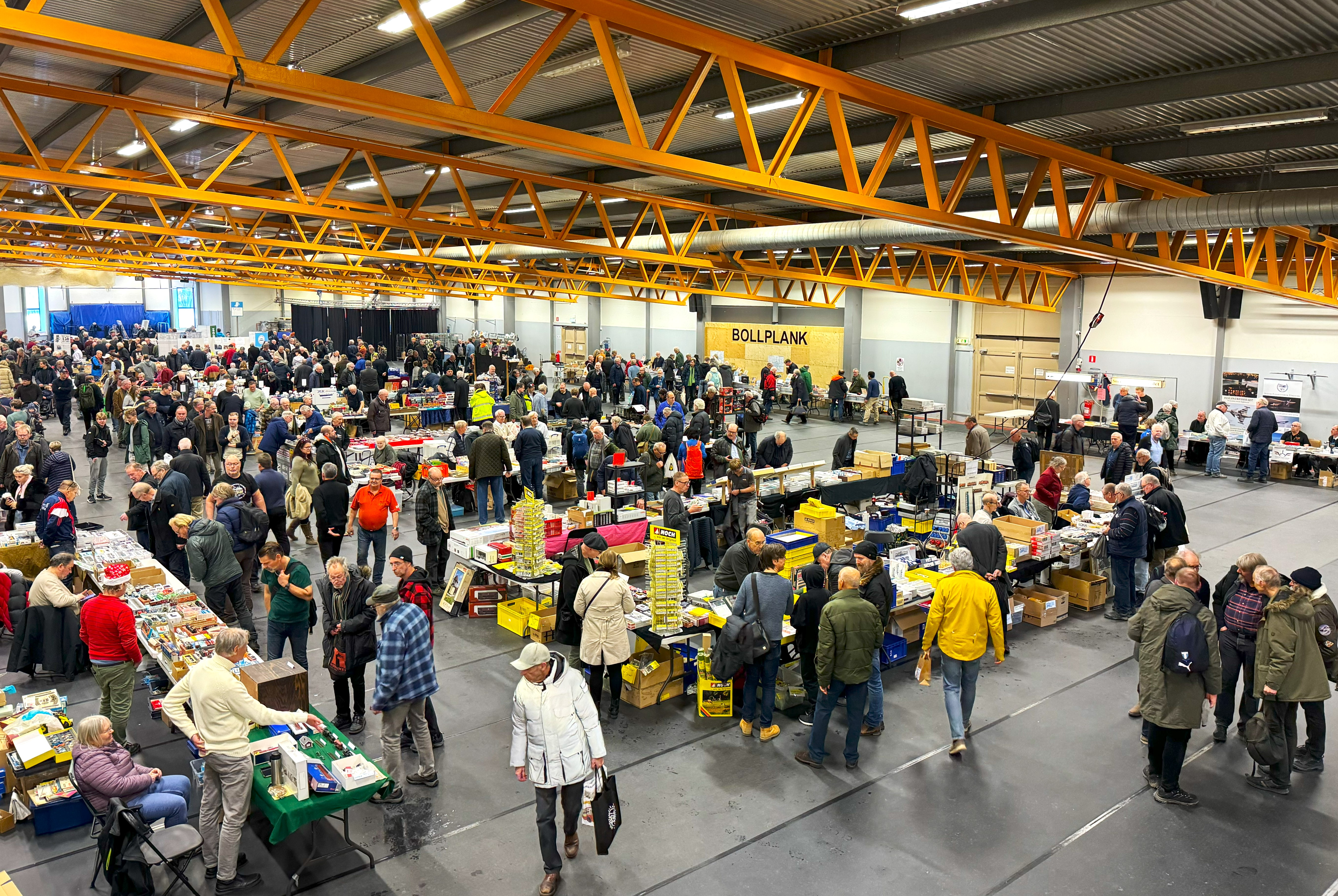